# Quartier de la Baie des Citrons (Nouméa)
 (février 2021).
Si vous disposez d'ouvrages ou d'articles de référence ou si vous connaissez des sites web de qualité traitant du thème abordé ici, merci de compléter l'article en donnant les références utiles à sa vérifiabilité et en les liant à la section « Notes et références ».
Le Quartier de la Baie des Citrons est un des quartiers de la ville de Nouméa, en Nouvelle-Calédonie.

## Description

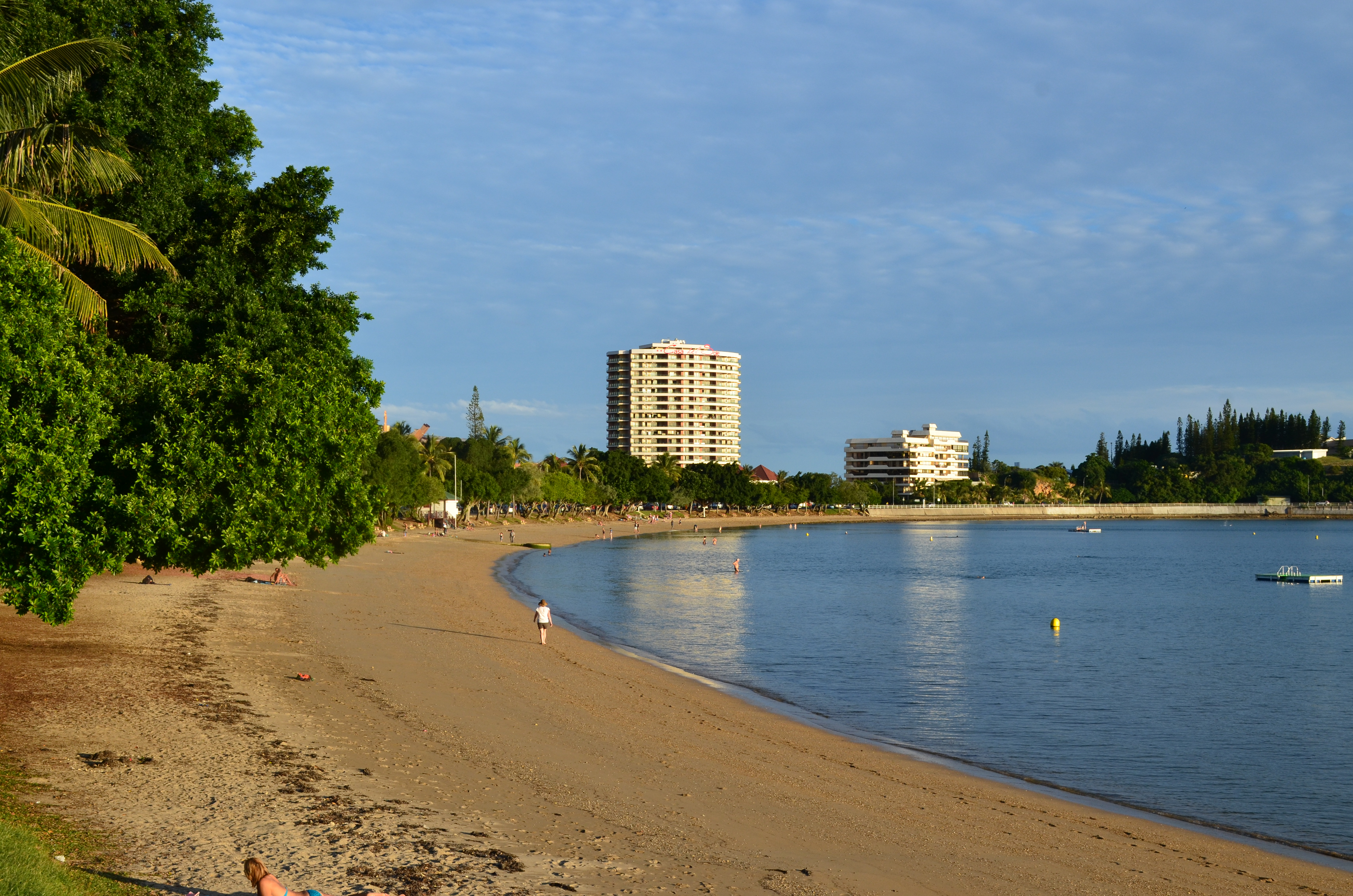
La plage de la Baie des Citrons, en 2010.

Composé principalement d'une plage d'un kilomètre de long courant entre la pointe Chaleix et le rocher à la Voile, le quartier de la Baie des citrons, surnommé la « BD » par les Nouméens, est un des endroits les plus appréciés de la ville. Cette baie en général abritée des vents dominants se prête tout particulièrement à la natation en pleine mer. Bordée d'hôtels, résidences de vacances, restaurants, glaciers, boutiques, bars, elle est aussi un rendez-vous apprécié en fin de journée. Il s'agit également du principal centre de la vie nocturne nouméenne, en raison des nombreux restaurants, bars (dont un de la chaîne des 3 Brasseurs) et boîtes de nuit qui s'y trouvent. Elle est bordée par la promenade Roger Laroque (qui se poursuit le long de l'Anse Vata et jusqu'à la Côte Blanche) qui poursuit le « Tour des baies » commencé autour de la baie de l'Orphelinat.
Jusqu'en septembre 2018, s'y trouvait également la clinique de la Baie des Citrons, établissement hospitalier privé fondé en 1987 dans les bâtiments d'un ancien hôtel par un groupement de médecins. La clinique a fermé les portes à la suite de son regroupement avec la clinique Magnin et la polyclinique de l'Anse-Vata au sein de la clinique Kuindo-Magnin qui a ouvert dans le quartier de Nouville.

## Histoire
Cette baie s'appelait avant l'anse le Styx, comme l'un des sept fleuves de l'enfer. Il y avait là une plaine remplie de citronniers. Plusieurs hypothèses concernant l'origine du nom ont été évoquées comme la présence de « six troncs » d'arbre ou encore qu'un bateau plein de citrons avait échoué dans la baie. Mais la théorie de présence de citronniers reste la raison la plus courante.
L'ancien hippodrome de Nouméa était jadis situé le long de cette baie.

## Démographie
Selon le recensement de la population de 2009, le quartier de la Baie des Citrons comptait 2 235 habitants. En 2014, il était peuplé de 2 347 personnes. En 2019, elle est retombée à 2 097 résidents.

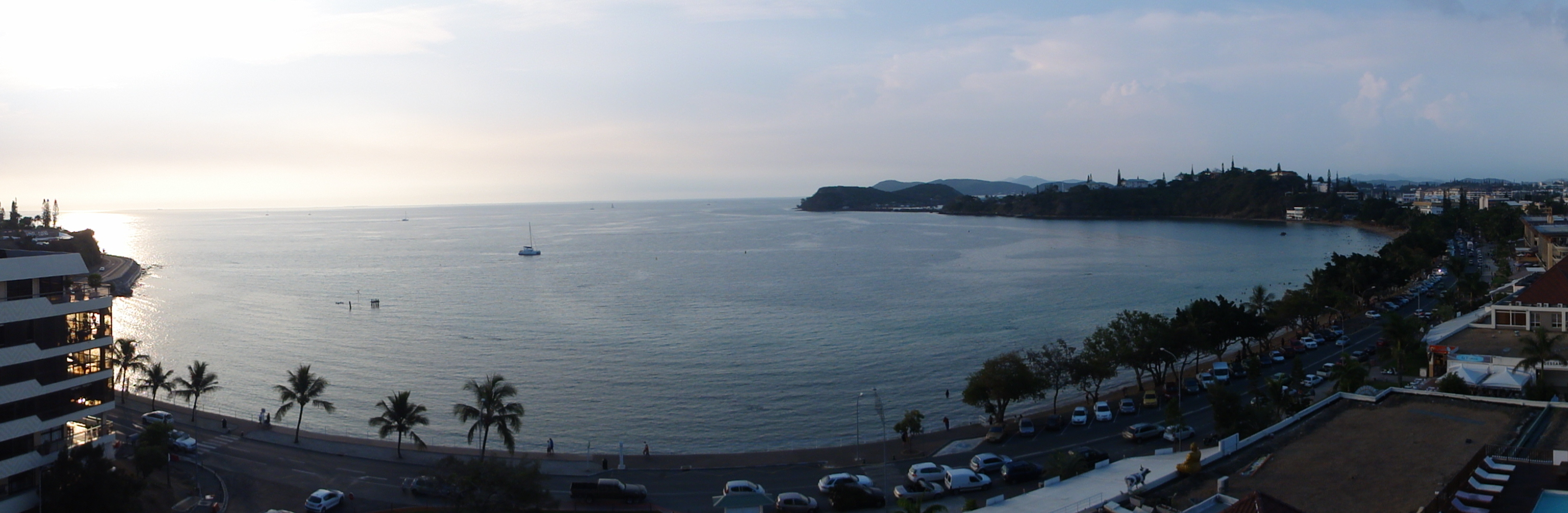
Panoramique de la Baie des Citrons

## Biodiversité
La Baie des Citrons est un lieu réputé pour l'observation de la vie sous-marine, riche notamment en étoiles de mer et en serpents marins. Près de mille espèces différentes peuvent y être observées par les baigneurs. 